# 姜夔
姜夔（1155年—1209年），字尧章，号白石道人，饶州鄱阳（今江西省鄱阳）人。中国南宋词人。
父姜噩為紹興三十年（1160年）進士，歷官漢陽縣，卒於官。姜夔自幼隨父宦，其父早卒，後寄居姊家，往來江西、湖北近二十年。可惜屢試不第，一生未仕，家貧，无立锥之地。淳熙十二年（1186年），姜夔与诗人萧德藻相识，萧德藻极为器重姜夔，還將侄女嫁給他。萧德藻调官湖州（今属浙江），姜夔决定追随萧德藻，卜居弁山白石洞下，人称白石道人。淳熙十四年（1187）暮春，经萧德藻介绍，姜夔谒见了著名诗人杨万里，又與范成大、辛弃疾等交游。精通音乐，会为诗，初学山谷之江西詩派，後被歸類為江湖詩派。亦善填词，自度十七曲传世。范成大称其：“翰墨人品，皆似晋宋之雅士。”他的词对于南宋后期词坛的格律化有巨大的影响，姜夔和張炎並稱為“姜張”。約卒於嘉定元年（1208年）。

## 詞風
姜夔精於音律，自度曲頗多，詞譜有定調，詞前多有小序。題材上，多是紀遊與詠物之作，其中偶然流露他對時事的感慨，更多是慨嘆他身世的飄零和情場的失意。
姜詞琢煉字句，喜用清淡生新的字句，追求清幽深邃、清空的意境，善於寫景，詠物詞則稍覺堆砌。
姜夔用江西詩派的創作方法來填詞，講究點竄前人詩句入詞，間用拗句拗調，愛用典故，提倡「僻事實用，熟事虛用」，致使詞的語意隱晦含糊，境界朦朧。姜詞也講求寄託和含蓄，喜用暗喻聯想等手法。

## 作品
- 词集《白石道人歌曲》，少數流傳樂譜的宋詞，存词84首，今收錄於四庫全書。
- 主要词作：
  - 《暗香·旧时月色》
  - 《疏影》
  - 《扬州慢·淮左名都》
  - 《齐天乐·黄钟宫》
  - 《庆宫春·双桨莼波》
  - 《踏莎行·燕燕轻盈》
  - 《念奴娇·闹红一舸》
  - 《淡黄柳·空城晓角》
- 主要古琴曲
  - 《古怨》

## 评价
- 张炎《词源》：“姜白石如野云孤飞，去留无迹。”又：“不惟清空，又且骚雅，读之使人神观飞越。”
- 陈廷焯《白雨斋词话》：“词法之密，无过清真。词格之高，无过白石。词味之厚，无过碧山。”
- 朱彝尊《词综·发凡》：“词之南宋始极工，姜尧章最为杰出。”[5]《黑蝶齋詩餘‧序》：“词莫善于姜夔。”[6]
- 《四庫全書》：“夔詩格高秀，為楊萬里等所推，詞亦精深華妙，尤善自度新腔，故音節文采，並冠一時。”

## 研究書目
- 杨荫浏、阴法鲁：《宋 姜白石创作歌曲研究》（北京：人民音乐出版社，1957）。
- 夏承燾箋校：《姜白石詞編年箋校》（上海：上海古籍出版社，1981）。
- 孫玄常箋注：《姜白石詩集箋注》（太原：山西人民出版社，1986）。
- 趙曉嵐著：《姜夔與南宋文化》（北京：學苑出版社，2001）。
- 林順夫著，張宏生譯：《中國抒情傳統的轉變——姜夔與南宋詞》（上海：上海古籍出版社，2005）。
- 袁向彤著：《姜夔與宋韻研究》（濟南：齊魯書社，2007）。
- 陳書良笺注：《姜白石詞箋注》（北京：中華書局，2009）。
- 徐瑋：〈論合肥本事與姜夔詞的解讀 （页面存档备份，存于）〉。
- 姜白石著；井土霊山日译「続書譜」『書道及画道第二巻第四号』
- 姜白石著；井土霊山日译「続書譜（二）」『書道及画道第二巻第五号』